# Jean Carol
Jean Carol (* 13. April in Hillsdale, New Jersey, Vereinigte Staaten) ist eine US-amerikanische Schauspielerin.

## Leben
Sie gab 1988 ihr Filmdebüt in Vice Academy. Im selben Jahr stieg Carol in der Seifenoper Springfield Story ein. Dort spielte sie die Rolle der Nadine Cooper bis zu deren Serientod 1995. Für ihre Darstellung wurde sie 1990 mit dem Soap Opera Digest Award ausgezeichnet und weitere vier Mal dafür nominiert (1992, 1993, 1994, 1995). 1995 wurde sie für den Emmy nominiert. Seit 2002 ist Jean Carol in der Serie Ocean Ave. als Catherine Devon zu sehen. Außerdem trat sie in einigen Fernsehserien als Gaststar auf, wie in Monk und Sunset Beach.
Jean Carol ist seit 1993 mit dem Schauspieler Gerry Rand verheiratet.